# 아메넴헤트 1세
아메넴헤트 1세(Amenemhat I)는 이집트 제12왕조의 첫 파라오이다. 마네토가 말한 12왕조의 일곱 파라오 중 첫 번째이다. 출생명인 '아메넴헤트'의 뜻은 "아멘은 머리에 있다"이며, 즉위명 세헤테피브레(Sehetepibre)의 뜻은 "레의 마음이 만족한다"이다. 토리노 파피루스의 5-20과 아비도스 왕 목록에 그의 존재가 언급되어 있다.
카르나크에 있는 한 비문은 그가 세누스레트라는 평민과 엘레판티네 출신의 네페르트 사이에 태어난 아들이라고 기록한다.

## 생애

### 즉위 전
그는 멘투호테프 4세 시대의 재상이자 남부 총독이었다. 멘투호테프 4세 때 그는 1만 명의 병사를 이끌고 왕의 무덤에 쓸 석재를 구하러 와디 함마마트에 간 적이 있었다. 당시 새끼를 밴 영양이 아메넴헤트를 석재가 있는 곳으로 데려갔다. 거기서 아메넴헤트가 영양을 제물로 바치자, 소나기가 내리면서 거대한 돌들이 떨어졌다.
피터 클레이턴은 멘투호테프 4세의 무덤과 석관이 발견되지 않은 점으로 미루어 보다, 아메넴헤트가 반란을 일으키고 왕위에 올랐을 가능성을 언급하고 있다. 그러나 이를 뒷받침할 문헌과 유물은 발견되지 않았다.

### 즉위 후
파라오가 된 아메넴헤트는 전국을 돌아다니며 자신에 저항하는 세력들과 전쟁을 벌였다. 또한 상이집트와 하이집트의 중심에 위치한 이치타위(Itj-tawy, 현대의 리슈트(Lisht))라는 도시를 새로 건설하였다.
또한, 그는 공동 통치제를 도입하였다. 이는 파라오가 치세 말기에 자신의 왕세자와 함께 공동으로 통치하는 것이다. 재위 20년이 되던 때, 그는 아들 세누스레트를 왕위에 올렸으며, 그에게 군사적인 일을 맡겼다.
재위 24년에는 북동 국경에 나타난 아시아인을 공격했으며 재위 30년, 세누스레트가 리비아인과 전쟁을 벌이던 중 암살당했다.

## 피라미드

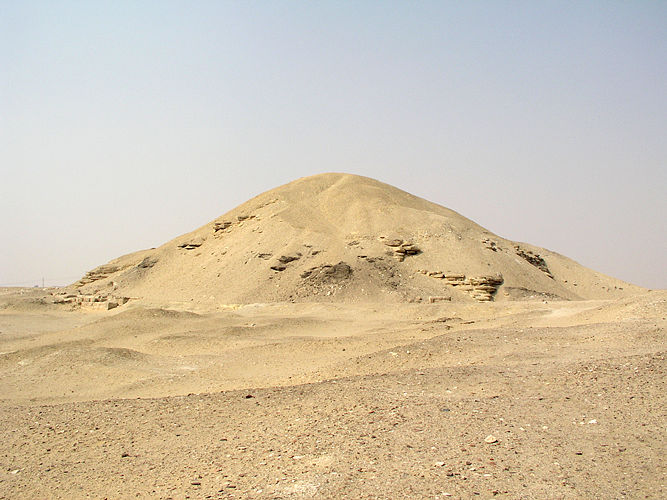
리슈트에 있는 아메넴헤트 1세의 피라미드

아메넴헤트 1세의 피라미드는 리슈트에 자리하고 있다. 그의 피라미드는 기자와 아부시르에 있는 황폐화된 고왕국 피라미드에서 가져온 석회암으로 건설되었다. 또한 내부에 지하수가 들어와 정확한 상황을 알 수 없다. 무덤 신전에는 아메넴헤트 1세의 모습이 조각되어 있다.
| 전임 멘투호테프 4세 | 제1대 이집트 제12왕조의 파라오 기원전 1991년 ~ 기원전 1962년 | 후임 세누스레트 1세 |

- Wolfgang Kosack: Berliner Hefte zur ägyptischen Literatur 1 - 12: Teil I. 1 - 6/ Teil II. 7 - 12 (2 Bände). Paralleltexte in Hieroglyphen mit Einführungen und Übersetzung. Heft 9: Die Lehre des Königs Amenemhet I. an seinen Sohn. Verlag Christoph Brunner, Basel 2015. ISBN 978-3-906206-11-0.